# دين ميمينجير
دين ميمينجير (بالإنجليزية: Dean Meminger)‏ مواليد 13 مايو 1948، كان مدرب كرة سلة أمريكي ولاعب. بدأ مسيرته الاحترافية في سنة 1971. تم اختياره من قبل فريق نيويورك نيكس خلال الدرافت. حمل الرقم 7. بلغ طوله 6 قدم 0 بوصة (1.8 م). اعتزل اللعب في 1977.

## المسيرة الاحترافية
لعب مع نيويورك نيكس من سنة 1971 إلى 1974، ثم لعب مع أتلانتا هوكس من سنة 1974 إلى 1976، ثم لعب مع نيويورك نيكس في موسم 1976–1977.

## روابط خارجية
- دين ميمينجير على موقع إن بي أي (الإنجليزية)
- دين ميمينجير على موقع سبورتس رفرنس (الإنجليزية)
- دين ميمينجير على موقع كلية كرة السلة في سبورتس رفرنس.كوم (الإنجليزية)
- دين ميمينجير على موقع ريلجم (الإنجليزية)
- دين ميمينجير على موقع بروبوليرز (الإنجليزية)